# Pato (marca)

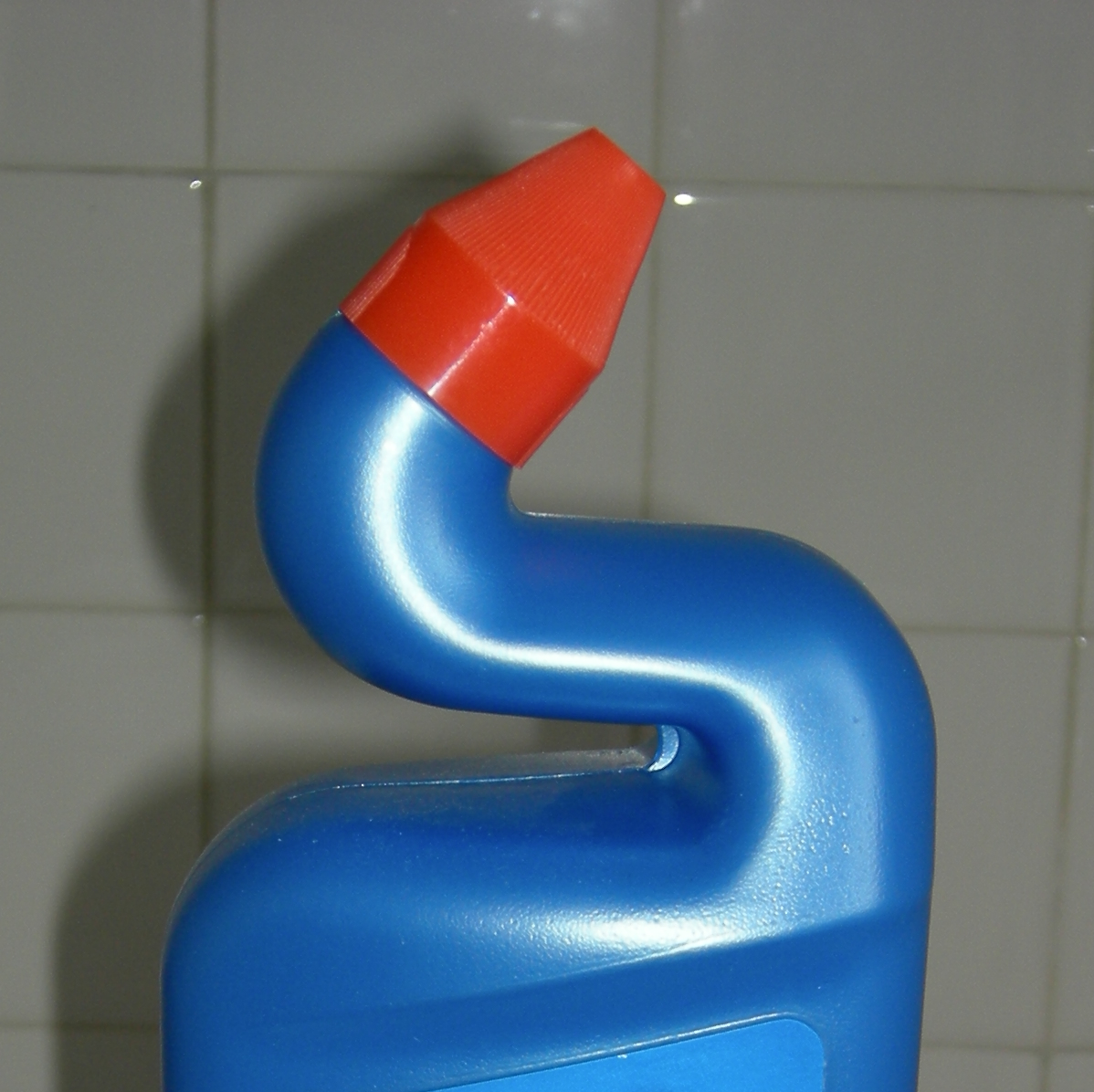
Uma garrafa de Pato.

Pato Purific (no Brasil) ou WC Pato (em Portugal) é uma marca produtos de limpeza para banheiros; nome deriva do fato de que a parte superior da garrafa ter o formato de um bico de pato, assim moldado para ajudar na distribuição do limpador sob a borda do vaso sanitário. O design foi patenteado em 1980 por Walter Düring de Dällikon na Suíça e a marca foi registrada em 1 de fevereiro de 1981.
Atualmente é produzido pela S. C. Johnson & Son.
A marca sob o nome Duck Toilet também pode ser encontrada no Reino Unido e em outros países ao redor do mundo. Na Alemanha, é conhecido como WC-Ente, produzido anteriormente pela Henkel, e agora pela S. C. Johnson & Son (Alemanha), na Holanda como "WC-Eend" e na França como "Canard-WC".

## Ligações Externas
- Site oficial

Site Oficial: http://www.whatsinsidescjohnson.com/pt/pt/brands/pato